# Saison 2018-2019 du Saint-Trond VV
Maillots
Chronologie
Saison précédente Saison suivante
La saison 2018-2019 du Saint-Trond VV voit le club évoluer en Division 1A. C'est la 41e saison du club au plus haut niveau du football belge et la 3e consécutive. Le club participe également à la Coupe de Belgique.

## Préparation d'avant-saison

### Matchs amicaux
| 1er match                      | KVK Wellen | 0 - 6   | Saint-Trond VV                                                         | De Zavel, Wellen |  |
| Samedi 23 juin 2018 17:30 CEST |            | (0 - 3) | Boli 7e 34e · De Bruyn 11e · Janssens 74e · Asamoah 81e · Abrahams 89e |                  |  |

| 2e match                      | Herck-la-Ville FC | 0 - 6   | Saint-Trond VV                                               | Stade Maurice Baens, Herck-la-Ville |                   |
| Mardi 26 juin 2018 19:00 CEST |                   | (0 - 3) | De Bruyn 9e · Boli 11e 43e · Ceballos 74e · Vujnović 78e 82e | Spectateurs : 500                   | Spectateurs : 500 |

| 3e match                         | THES Sport | 0 - 2   | Saint-Trond VV             | Gemeente Sport Park, Tessenderlo |  |
| Mercredi 27 juin 2018 19:00 CEST |            | (0 - 0) | De Sart 82e · Ryckaert 85e |                                  |  |

| 4e match                           | Ross County | 0 - 2   | Saint-Trond VV         | Sportpark De Waayenberg, Doorwerth |  |
| Mercredi 4 juillet 2018 18:00 CEST |             | (0 - 1) | Boli 9e · Janssens 68e |                                    |  |

| 5e match                           | OH Louvain                              | 3 - 1   | Saint-Trond VV | Terrain B de l'OH Louvain, Louvain |  |
| Vendredi 6 juillet 2018 17:00 CEST | Myny 25e · Casagolda 47e · Diédhiou 67e | (1 - 1) | Mmaee 6e       |                                    |  |

| 6e match                         | Spouwen-Mopertingen | 0 - 8   | Saint-Trond VV                                                                             | Complex Spouwen-Mopertingen, Bilzen    |                                        |
| Jeudi 12 juillet 2018 19:00 CEST |                     | (0 - 2) | Nazon 14e · Ceballos 37e · Janssens 51e 58e 81e · De Sart 63e · Antunes 77e · Abrahams 87e | Spectateurs : 300 Arbitrage : Verboven | Spectateurs : 300 Arbitrage : Verboven |

| 7e match                          | Lommel SK | 0 - 1   | Saint-Trond VV | Stade Soeverein, Lommel |  |
| Samedi 14 juillet 2018 18:30 CEST |           | (0 - 0) | Teixeira 82e   |                         |  |

| 8e match                            | Saint-Trond VV | 1 - 1   | Olympiakos   | Stade des mines, Beringen                 |                                           |
| Mercredi 18 juillet 2018 18:30 CEST | Nazon 4e       | (1 - 0) | Guerrero 87e | Spectateurs : 700 Arbitrage : Wesley Alen | Spectateurs : 700 Arbitrage : Wesley Alen |

| 8e match                            | Saint-Trond VV | 0 - 1   | Royal Excel Mouscron | Stade des mines, Beringen |  |
| Vendredi 20 juillet 2018 19:30 CEST |                | (0 - 1) | Olinga 18e           |                           |  |

## Statistiques
Les matchs amicaux ne sont pas pris en compte.